# Mutter Gottes vom Skapulier (Rodnowo)
Die Kirche der Mutter Gottes vom Skapulier in Rodnowo stammt aus dem 14. Jahrhundert. Das gotische Bauwerk war bis 1945 evangelische Pfarrkirche für das Kirchspiel Reddenau in Ostpreußen und ist heute römisch-katholisches Gotteshaus in der polnischen Woiwodschaft Ermland-Masuren.

## Geographische Lage
Rodnowo liegt in der nördlichen Mitte der Woiwodschaft Ermland-Masuren, etwa zehn Kilometer südwestlich der Stadt Bartoszyce (deutsch Bartenstein), an einer Nebenstraße, die bei Tolko (Tolks) von der Woiwodschaftsstraße 512 abzweigt und bis nach Pieszkowo (Petershagen) an der Woiwodschaftsstraße 511 (frühere Reichsstraße 134) führt.

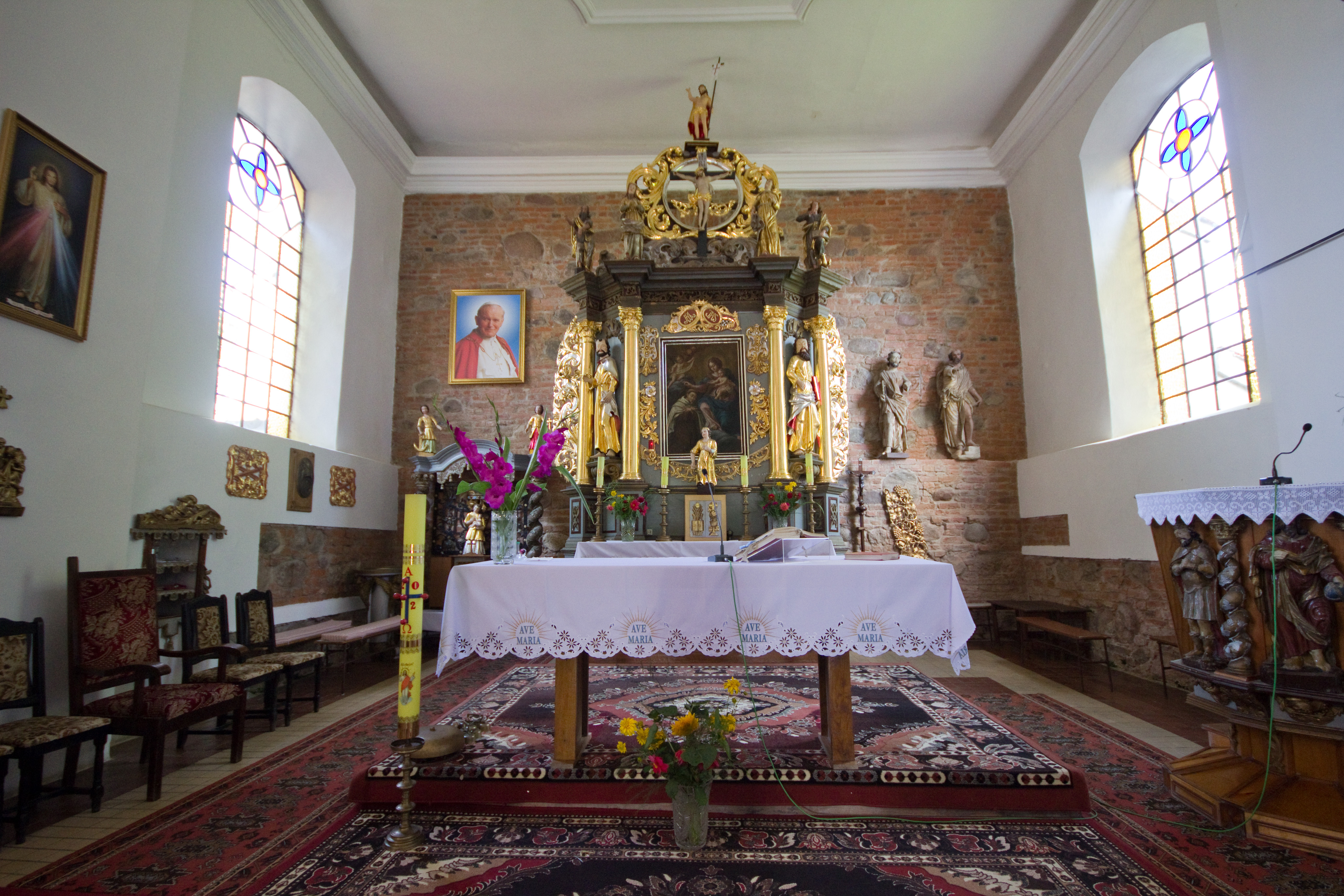
Der Altar aus der Zeit um 1730

## Kirchengebäude
Das Gründungsdatum einer Kirche in Reddenau/Rodnowo ist nicht erwiesen. Es mag hier ein Kirchenbau vermutlich aus Holz gestanden haben, und der Baus aus Stein erfolgte später – aber doch noch vor der urkundlichen Ersterwähnung der Kirche im Jahre 1377. Der chorlose Feldsteinbau wurde mehrfach verändert. 1619 fand eine Erweiterung nach Osten statt, und 1676 ein größerer Umbau. Als nach einem heftigen Sturm am 17. Januar 1818 der Turm umgestürzt war, errichtete man ihn 1819 erneut.
Eine Stuckdecke überspannt den Innenraum. Sie wurde 1750 eingezogen. Aus der Zeit um 1730 stammen der Altar, ein Beichtstuhl sowie der Gutsstand. Die Kanzel von 1680 zeigt Arbeiten aus der Werkstatt von Johann Pfeffer. Sie wurde in der Mitte des 18. Jahrhunderts mit dem Altar vereinigt.
Zur Ausstattung gehören Altargeräte aus dem 18. Jahrhundert sowie eine Taufschale, die der Organist Eduard Guske 1898 gestiftet hat. Aus dem 18. Jahrhundert stammen ferner Epitaphien, die Georg Dietrich von von Tettau († 1733) und seiner Gemahlin Barbara geborene von Wallenrodt († 1710) gewidmet sind, außerdem eine Grabplatte von Lesgewang und von Tettau vor dem Altar. Allerdings wurden die Porträts nach 1945 entfernt.

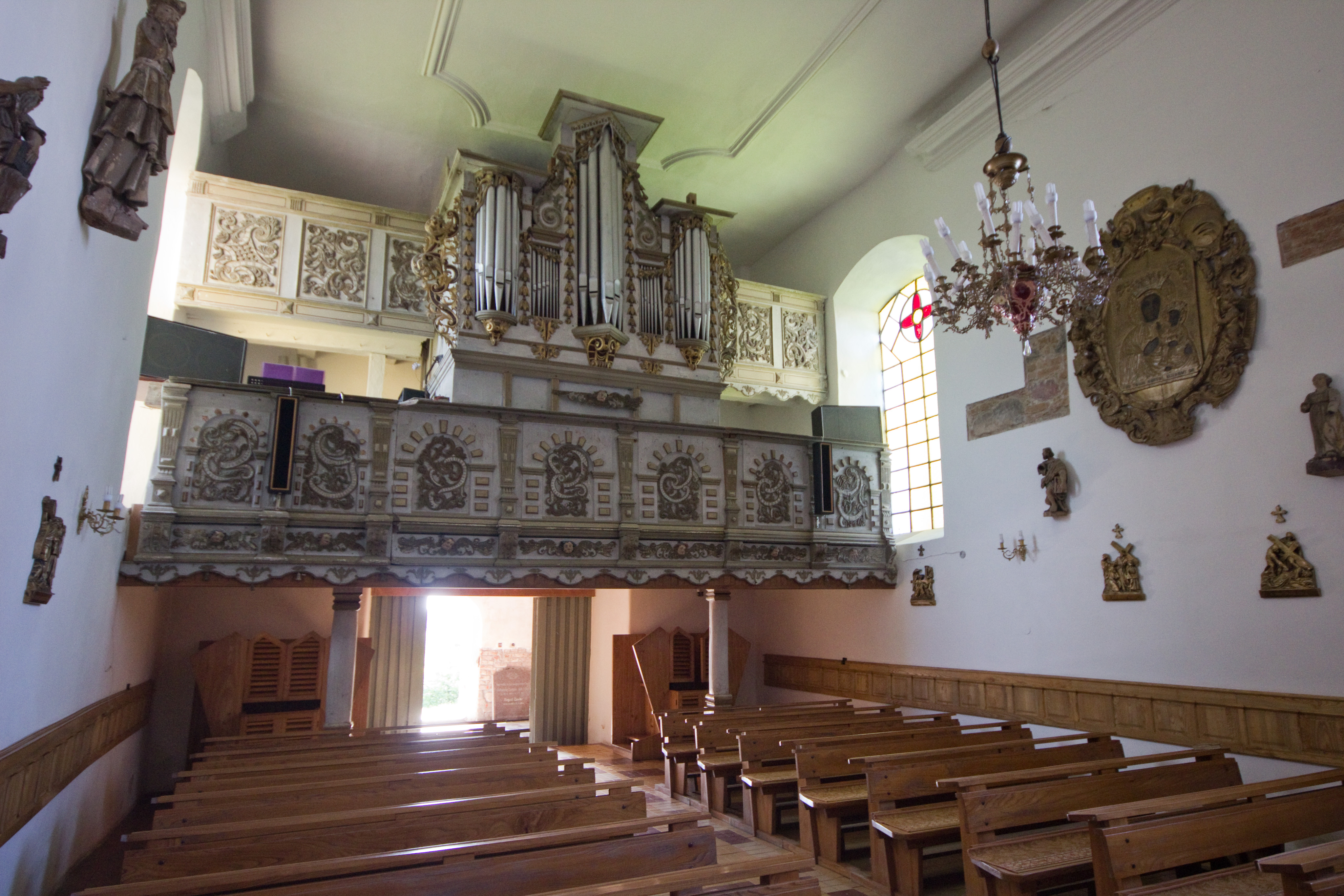
Die Orgel auf der Westempore

Das Geläut der Kirche bestand ursprünglich aus zwei Glocken. Die Bronzeglocke wurde im Zweiten Weltkrieg abgeliefert, die Gusseisenglocke blieb erhalten. Am Turm der Kirche befindet sich ein altes Uhrwerk von origineller Bauart: es hat keine Zeiger und schlug lediglich alle Viertelstunden und Stunden. Es ist nicht mehr in Betrieb.
Das Kirchengebäude ist samt Ausstattung im Krieg und bis heute erstaunlich gut erhalten geblieben. Es wird jetzt von der Römisch-katholischen Kirche im Erzbistum Ermland genutzt.

## Kirchengemeinde
Als mögliches Datum für die Gründung einer Gemeinde in Reddenau wird das Jahr 1326 angesetzt. Mit der Reformation zog hier die evangelische Konfession ein.

### Evangelisch

#### Kirchengeschichte
Als erster lutherischer Pfarrer nahm Michael Lucas hier 1568 seinen Dienst auf. Ihm sollten bis 1945 noch weitere 27 Geistliche folgen. Lange Zeit gehörte die Reddenauer Kirche zur Inspektion Bartenstein (polnisch Bartoszyce), bis sie am Ende in den Superintendenturbezirk Landsberg (Ostpreußen) (polnisch Górowo Iłławeckie)  in der Kirchenprovinz Ostpreußen der Kirche der Altpreußischen Union eingegliedert war. Im Jahre 1925 zählte das Kirchspiel Reddenau insgesamt 1.455 Gemeindeglieder, die in 16 Ortschaften der Umgebung lebten.
Das Patronat der Kirche oblag den Rittergutsbesitzern von Tettau auf Tolks (polnisch Tolko). Der Hof Tolks war auch in die Kirche Reddenau eingepfarrt, während das Dorf zur Kirche in Borken (polnisch Borki) gehörte. Unter dem Altar der Reddenauer Kirche befindet sich die Gruft der Familie von Tettau.

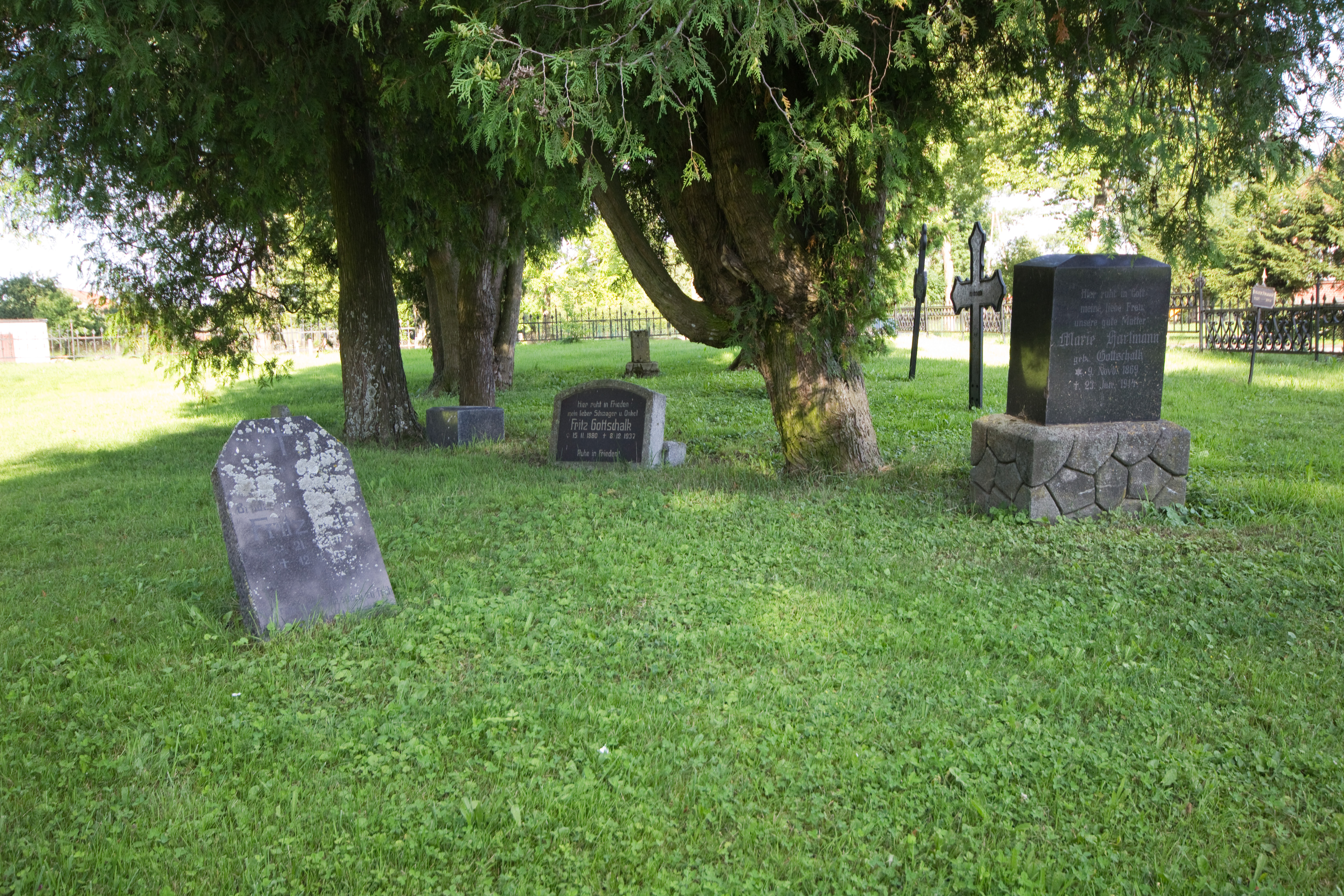
Alte Grabmäler aus der Zeit vor 1945 auf dem Friedhof Rodnowo

Flucht und Vertreibung der einheimischen Bevölkerung im und nach dem Zweiten Weltkrieg setzten dem Leben der evangelischen Gemeinde in Reddenau ein Ende. Heute hier lebende evangelische Einwohner gehören zur Kirchengemeinde in Bartoszyce (Bartenstein), einer Filialgemeinde der Johanneskirche in Kętrzyn (Rastenburg) in der Diözese Masuren der Evangelisch-Augsburgischen Kirche in  Polen.

#### Kirchspielorte
Bis 1945 gehörten zum Kirchspiel Reddenau 16 Orte, Ortschaften und Wohnplätze:
| Deutscher Namen | Polnischer Name |  | Deutscher Name   | Polnischer Name |
| --------------- | --------------- |  | ---------------- | --------------- |
| * Borchertsdorf | Burkarty        |  | Powarschen       | Powiersze       |
| Grauschienen    | Gruszynki       |  | * Reddenau       | Rodnowo         |
| Gunten          | Guntkajmy       |  | Rösken           | Różki           |
| Kirschitten     | Kiersity        |  | * Sortlack       | Sortławki       |
| Kraphausen      | Wyręba          |  | Sperlack         | Spurławki       |
| Liebhausen      | Kicina          |  | Tolks (Gut)      | Tolko           |
| Markhausen      | Wojtkowo        |  | * Weischnuren    | Wajsnory        |
| Mühlfeld        | Młynisko        |  | Wienen (A und B) | Kurek           |

#### Pfarrer
Als evangelische Geistliche waren an der Kirche in Reddenau bis 1945 tätig:
- Michael Lucas, ab 1568
- Johann Deslerus, ab 1583
- Martin Weinbach, bis 1616
- Jacob Zornicht, 1616–1644
- Peter Werner, ab 1645
- Christoph Henselius, bis 1653
- Johann Möstelius, 1654–1689
- Christian Dietrich Rohde, 1689–1700
- Johann Kenckel, 1700–1708
- Johann Daniel Valentini, 1708–1731
- David Woldenscheer, 1732–1735
- Christian R. Petrecius, 1735–1747
- Carl Daniel Jordan, 1747–1775
- Johann Heinrich Engtelland, 1775–1785
- Gottlieb Daniel Böhmer, 1785–1821
- Johann Friedrich Gustav Böhmer, 1821–1853
- Carl Friedrich G. Böhmer, 1842–1866
- Gustav Ludwig Rehbein, 1866–1874
- Konstantin Bernhard Th. Meyer, 1874
- Ernst Theodor Heinrich von Behr, 1875–1889
- Otto Emil Richard Ziegler, 1889–1899
- Johann Otto G. Rosenfeld, 1900–1903
- Hans Grämer, 1903
- Karl Heinrich Will, 1903–1909
- Paul Theodor B. Maßler, 1909–1915
- Fritz Pachnio, 1916–1927
- Johann Ankermann, 1927–1945

#### Kirchenbücher
Von den Kirchenbüchern des Pfarramts in Reddenau haben sich erhalten und werden bei der Deutschen Zentralstelle für Genealogie (DZfG) in Leipzig aufbewahrt:
- Taufen: 1654 bis 1823
- Trauungen: 1654 bis 1823
- Begräbnisse: 1689 bis 1823.

### Römisch-katholisch
Nach dem Zweiten Weltkrieg wurde das bisher evangelische Gotteshaus der römisch-katholischen Kirche übertragen. Bis 1945 waren die katholischen Einwohner  Reddenaus und Umgebung in die Pfarrei Bartenstein (polnisch Bartoszyce) im damaligen Bistum Ermland eingepfarrt. Am 13. Dezember 1983 wurde in Rodnowo eine eigene Pfarrei errichtet, der die Kirche in Tolko (Tolks) als Filialkirche zugeteilt wurde.
Die Pfarrei Rodnowo gehört zum Dekanat Górowo Iławeckie (Landsberg (Ostpreußen)) im jetzigen Erzbistum Ermland. Die Kirche ist der Mutter Gottes vom Skapulier gewidmet. Dieses Patrozinium bezieht sich auf eine Vision von Simon Stock († 1625).